# CD Oro
A Club Deportivo Oro a mexikói Guadalajara egyik nagy múltú labdarúgócsapata, amely azonban ma csak a negyedosztályú bajnokságban (azon belül a 10-es csoportban) szerepel. Az első osztályban egy bajnoki címet szerzett (1962–1963-as szezon). Az Oro név jelentése „arany”, ez egyben a klub fő színe is.

## Története
Az Oro története 1923-ban kezdődött, az 1943-ban induló professzionális első osztályú bajnoksághoz mindjárt annak második szezonjában csatlakoztak. 1948-ban majdnem megszerezték a bajnoki címet, mivel a Leónnal azonos pontszámmal végeztek az élen, de ekkor döntőt kellett játszaniuk, amit (az első mérkőzés döntetlen eredménye miatt megismételt mérkőzésen) a León nyert. Ezután még többször értek el második helyezést, majd az 1962–1963-as szezonban bajnokok lettek.
Teljesítményük azonban ezt követően visszaesett, két évvel később ugyan ezüstérmesek lettek még egyszer, de 1969-ben a kiesést is csak egy többször megismételt „döntőn” tudták elkerülni. Amikor 1970-ben elindult a rájátszásos rendszer, csak az alsóházba jutottak be, ott pedig az utolsó helyen végeztek, és csak azért nem estek ki, mert a következő évben megemelték a részt vevő csapatok számát. Ekkor azonban az Oro nevet lecserélték Jaliscóra, és a következő években így szerepeltek. 1980-ig egyszer sem jutottak be a rájátszásba, sőt, ebben az évben ki is estek a legmagasabb osztályból.

## Bajnoki eredményei
A csapat első osztályú szereplése során az alábbi eredményeket érte el:

### A régi rendszerben
| Év        | Helyezés |
| --------- | -------- |
| 1944–1945 | 13. hely |
| 1945–1946 | 5. hely  |
| 1946–1947 | 8. hely  |
| 1947–1948 | 2. hely  |
| 1948–1949 | 12. hely |
| 1949–1950 | 11. hely |
| 1950–1951 | 8. hely  |
| 1951–1952 | 4. hely  |
| 1952–1953 | 9. hely  |
| 1953–1954 | 2. hely  |
| 1954–1955 | 8. hely  |
| 1955–1956 | 2. hely  |
| 1956–1957 | 7. hely  |
| 1957–1958 | 9. hely  |
| 1958–1959 | 8. hely  |
| 1959–1960 | 8. hely  |
| 1960–1961 | 2. hely  |
| 1961–1962 | 4. hely  |
| 1962–1963 | Bajnok   |
| 1963–1964 | 8. hely  |
| 1964–1965 | 2. hely  |
| 1965–1966 | 15. hely |
| 1966–1967 | 11. hely |
| 1967–1968 | 15. hely |
| 1968–1969 | 16. hely |
| 1969–1970 | 11. hely |

### A rájátszásos rendszerben
| Év          | Alapszakasz-helyezés | Eredmény a rájátszásban |
| ----------- | -------------------- | ----------------------- |
| México 1970 | 11. hely             | 16. hely                |
| 1970–1971   | 5. hely              |                         |
| 1971–1972   | 4. hely              |                         |
| 1972–1973   | 13. hely             |                         |
| 1973–1974   | 10. hely             |                         |
| 1974–1975   | 12. hely             |                         |
| 1975–1976   | 15. hely             |                         |
| 1976–1977   | 11. hely             |                         |
| 1977–1978   | 9. hely              |                         |
| 1978–1979   | 19. hely             |                         |
| 1979–1980   | 20. hely             |                         |